# Valve
Valve (транскр.  Валв; пуно име Valve Corporation), америчка је компанија која се бави развојем видео-игара и дигиталном продајом, са седиштем у Белвјуу (Вашингтон, САД). Канцеларија која је надлежна за регион Европе, Валв S.a.r.l. (енгл. Valve S.a.r.l.), отворена је 2012. године у Луксембургу. Основана је 1996. године као Валв доо (енгл. Valve L.L.C.) од стране бивших програмера запослених у Мајкрософту, Гејба Њуела и Мајка Херингтона. Компанија је развила нашироко познате игре попут Half-Life, Counter-Strike, Portal, Day of Defeat, Team Fortress, Left 4 Dead и Dota 2. Валв такође развија и Source, енџин на ком је покренута већина игара њихове компаније, као и софтверску платформу за дистрибуцију Steam, која је довела до Steam Machine-а, линије рачунара намењених за играче, који покреће SteamOS.

## Историјат

### Оснивање и удружење
Валв су основали дугогодишњи радници Мајкрософта Гејб Њуел и Мајк Херингтон 24. августа 1996. под називом Валв доо, са седиштем у Киркланду, Вашингтон. Након регистрације у априлу 2003. године , Валв је пресељен са своје почетне локације у Белвју, у држави Вашингтон, исти град из кога је био један од њихових првих издавача, Sierra On-Line.

### Half-Life
Након добијања лиценце за погон Quake уз помоћ пријатеља Мајкла Абраша, запосленог у id Software-у, крајем 1996. године, Њуел и Херингтон су почели да раде на Half-Life-у. Првобитно планиран да се појави крајем 1997. године, Half-Life је изашао тек 19. новембра 1998. Валв је купио TF Software PTY Ltd, аутора модификације за Quake под називом Team Fortress маја 1998. године са циљем да направи засебну игру. Team Fortress Classic mod, првобитно замишљен као део оригиналне модификације Team Fortress-а за Quake, објављен је као модификација за Half-Life у 1999. години. Gearbox Software је био задужен за наставке Half-Life-а - Half-Life: Opposing Force и Half-Life: Blue Shift уз две игре Half-Life-а за конзоле Sega, Dreamcast и Playstation 2.

### Погон Source
Након успеха Half-Life-а, тим је радио на модификација, спин-офовима и наставцима, укључујући Half-Life 2. Све актуелне игре компаније Валв изграђене су на погону Source. Компанија је развила шест серијских игара: Half-Life, Team Fortress, Portal, Counter-Strike, Left 4 Dead и Day of Defeat. Валв је познат по подршци заједници за модификацију својих игара: најпопуларнијих попут Counter-Strike, Team Fortress, и Day of Defeat. Вентил је наставио своју традицију развијања модификација туђих игара, тако да је наставио да развија Dota 2 као засебну игру која је раније била модификација нашироко познате игре Warcraft III. Свака од ових игара почеле су као као независна модификација, која је била купљена од стране Валва и даље развијана у самосталну игрицу. Валв такође поседује продавницу за развијање модификација на Стиму. Валв је најавио енџин Source 2 3. марта 2015. године.

### Развој и награде
Корпорација Валв је порасла у обиму као и у комерцијалној вредности. 10. јануара 2008, Валв је најавио куповину компаније Turtle Rock Studio. 8. априла 2010, Валв је освојио престижно такмичење Escapist Magazine-а под називом March Mayhem за најбоље програмере 2010, победивши компанију Zyngа у полуфиналу и Bajover у финалу.
У 2012. години компанија је откупила Star Filled Studios, гејминг компанију са два запослена ради отварања канцеларије у Сан Франциску. У августу 2013. године, међутим, Валв је окончао посао, када је утврђено да склапање овог посла не доноси доста бенефита.

### Напади на мрежу
Валвову унутрашњу мрежу су три пута напали хакери; једном у 2003. години, када је садржај Half-Life 2 процурео на интернет,  Њуелов налог е-поште је био хакован и килогери су инсталирани на неколицину Валвових система. У 2011. години су хаковани база података корисника и званични форум. У септембру 2011. године хакер упао у мрежу и преузео бета код, који је требало да изађе за игру Call of Duty: Modern Warfare 3.

### Правни спорови

#### Корпорација Валв против Vivendi Universal Games-а
Између 2002. и 2005, Валв је учествовао у сложеном правном обрачуну са својим издавачем, Vivendi Universial Games (под брендом Sierra Entertainment). Спор је званично започео 14. августа 2002. године када је Валв тужио Сијеру за кршење ауторских права, тврдећи да је издавач незаконито издао њихове игре интернет кафеима. Касније су додате тврдње поводом кршења уговора, оптужујући издавача за задржавање надокнаде и одлагање издања Counter-Stike: Condition Zero, све до завршетка сезоне годишњих одмора.
Vivendi је пружио отпор, рекавши да су Гејб Њуел и директор маркетинга Даг Ломбарди погрешно протумачили став Валва на састанцима са издавачем. Vivendi касније подноси противтужбу, тврдећи да је Валвов система дистрибуције Стим покушао да заобиђе њихов издавачки уговор. Vivendi је касније тражио права на интелектуалну својину у вези са Half-Life-ом, и превентиву на коришћење Стима као начин дистрибуције Half-Life 2.
Судија окружног суда западног округа државе Вашингтон Томас Самјуел Зили је 29. новембра 2004. године пресудио у корист Валва. Конкретно, у одлуци се наводи да Vivendi и његове сестринске фирме (укључујући и фирму Sierrа) нису били овлашћени за дистрибуцију игре Валва, директно или индиректно, преко интернет кафеа крајњим корисницима услугу плати да би играо у складу са издавачким уговором двеју страна. Поред тога, судија Зили је одлучио да Валв може да надокнади штету ауторских права због повреде без обзира на одредбе издавачког уговора. Валв је објавио на сајт Стима да су ове две фирме решиле судски спор на судском састанку 29. априла 2005. године. Електроник артс је објавио 18. јула 2005. године партнерство са Валвом вишегодишњим уговором за дистрибуцију својих игара, замењујући Vivendi Universial од тог тренутка. Као резултат суђења, судија је такође наградио Валв са 2.391.932 долара.

#### Корпорација Валв против Activision Blizzard-а
У априлу 2009. године, Валв је тужио Activision Blizzard, коме је припала Sierra Entertainment после спајања са матичном компанијом, Vivendi Universial Games. Activision је, наводно, одбио да испоштује арбитражни споразум Валва са Vivendijem. Activision је исплатио $1,967,796 од $2,391,932 Валв-у, одбијајући да плати преостали износ од $424,136 тврдећи да је та сума била исплаћена у последњих неколико година.

#### Blizzard Entertaiment против корпорације Валв
Убрзо након тога, Валв је представио свој заштитни знак за "Доту 2" како би обезбедио права за Доту 2. Франшиза DotA-Allstars доо, којом је управљала група донатора игре претходника,  Defense of the Ancients, поднела је противзахтев за заштитни знак у августу 2010. године. DotA All-Stars доо је продат Blizzard Entertainment-у, који је развио Warcraft III и његов едитор за модове, 2011. године. Након што је пресуђено у корист компаније Валв, Blizzard је поднео приговор против Валва у новембру 2011. године, позивајући се на њихов уговор о лиценцирању са програмерима, као и њихов удео у DotA-Allstars доо. 11. маја 2012. године, Blizzard и Валв су објавили да је спор решен. Валв је задржао право на термин "Дота" у комерцијалне сврхе, док Blizzard задржава право да љубитељи користе заштитни знак за некомерцијалне сврхе, и преименовао своју StarCraft II: Wings of Liberty мапу, Blizzard DOTA, у "Blizzard All-Stars". Blizzard All-Stars је касније адаптирана у засебну игру и преименована у "Heroes of the Storm" 17. октобра 2013. године.

## Игре

### Отказане игре
Неке од недовршених игара су fairy RPG - Prospero и Stars of Blood.
Валв је радио са Arkane Studios-ом на The Crossing-у, који је отказан у мају 2009. године. Arkane је касније покушавао заврши Return to Ravenholm (Half-Life 2: Episode Four) без сагласности Валва, који потом бива отказан.

## Други актуелни пројекти

### Стим
Валв је најавио своју платформу за игре Стим 2002. године. У то време је изгледало само као начин за наручивање закрпа, процес чест у онлајн видео играма, али је касније предстаљено као замена за фрејмворк World Opponent Network сервиса, као и систем за дистрибуцију/управљање дигиталним правима целих игара.
Према стању из јула 2014. године постоји преко 3.400 доступних игара на Стиму, а у јануару 2014. године Валв је најавио да је превазишао 75 милиона активних корисничких налога.
1. августа 2012. Валв је најавио ревизију Споразума о Стим Претплатницима (ССП), да би стао на пут колективним тужбама корисника против  снабдевача услуга.

Уз ове промене ССП-а, компанија је објавила сједињавање са Валв доо, филијалом из Луксембурга. Валв је увео канцеларију у региону Кирхберг која, према Валвовом пројект менаџеру Мајку Данклу, је изабрана ради могућности за интернет маркетинг, такође и због избора талената, пореских олакшица, и што је најбитније - географске локације, с обзиром да су главни парнери били упола ближи. 
Валв доо је продавао игре корисницима из Уједињеног Краљевства да би избегао плаћање ПДВ-а од 20%. Са избегавањем пореза је да буде готово 1. јануара 2015. године. У децембру 2015. године, француска група потрошача UFC Que Choisir је покренула тужбу против Валв-а због неколико полиса Стима које су биле у сукобу са француским законом. Један од разлога је било избегавање пореза.

#### Стим машина
Њуел је био критички настројен према правцу којим је Мајкрософт ишао у вези са Виндоус оперативним системом, чинећи га затвореном архитектуром, на сличан начин као што је Епл радио са својим производима. Такође је рекао да верује да су промене са Виндоусом 8 ”катастрофа за свакога у свету персоналних компјутера”. Њуел је приметио  опен сорс платформу Линукс као идеалну платформу за Стим, истичући да је једина ствар која спутава усвајање Линукса је недостатак игара.
Године 2012. Валв најављује да ради на конзоли/ПЦ хибриду за дневну собу, који је неформално назван у медијима као "Стим кутија". Претеча овога је SteamOS, бесплатан оперативни систем на бази Линукса, који развија функциоланост за Стим клијенте и обухвата медијске услуге, стримовање преко кућних мрежа, дељење игрица унутар породица као и родитељска контрола. SteamOS је званично најављен у септембру 2013. године, као прва од неколико објава у вези са платформом Стим машина , као и њихов јединствену играчки контролер. Почетком лета 2014. године компанија Валв је најавила да ће Стим машина, подурпта од стране SteamOS-а, бити одложена до 2015. године због проблема са играчким контролером.

### Pipeline
У јулу 2013. године Валв је званично најавио Pipeline, пројекат који се састоји од десет ученика средње школе који, радећи заједно, уче како да креирају садржај видео игре. Pipeline служи двоструком циљу:
1. да дискутује и одговара на питања које тијенџери често питају у вези са гејминг индустријом.[47]
2. ради испитивања да ли је могуће припремити групу тинејџера са минималним искуством у раду да ради у компанији као што је Валв[47]

Коначни циљ је прекидање традиције Валва да запошљава искусне програмере, јер компанија није баш најбоља у ”учењу људи који долазе директно из  школе”.

### Сарадња са Џеј Џеј Абрамсом
2013. године на D.I.C.E. Summit-у, Гејб Њуел је потврдио да су он и редитељ Џеј Џеј Абрамс сарађивали на прављењу Half-Life или Portal филма, као и на прављењу нових могућих игара.

### ВР слушалице
У марту 2015. године, Валв и компанија ХТЦ су објавили заједнички пројекат за развој Vive-а, дисплеја за виртуелну реалност који се ставља на главу. Компаније сарађују са Гуглом, Lions Gate-ом, и ХБО ради развијања садржаја за уређај.

## Организациона структура
Валв ради у облику флет организације без шефова, и користи систем отворене алокације (запослени могу да се крећу између тимова по жељи).
Економиста Јанис Варуфакис, бивши економски саветник Валва, такође бивши министар финансија Грчке, тежио је да стави Валвову организацију у организацији у контекст теорија фирми и ширег економског размишљања. Бивши запослени Гери Елсворт је, међутим, критиковао структуру као "нешто што много личи на средњу школу", где се, иако је флет структура,  неки људи питају много више него други.

## "Валв време"
"Валв време" је термин који се користи у шали у вези са издањима игара из Валва, и користи се да прикаже разлику између ”обећаног” датума и датума када Валв заправо изда игру; "Валв време" обично обухвата време одлагања, али такође обухвата и неки садржај који је издат раније него што се очекивало. Валв је у потпуности прихватио израз, и такође укључио у противречности између идеалног и стварног датума издања на њиховом Викију развоја, па се понекад и њиме користи у најави одлагања. Валв кашњење приписује њиховом менталитету који фаворизује тимске иницијативе пре корпоративих рокова, обавезујући се да издају само производе високог квалитета за своје клијенте.
Валвов директор развоја бизниса Џејсон Холтман је рекао да је компанија себе види као "чудну" у индустрији која гледа у страну тачних набавка производа; уместо тога Валв "[покушава] дати све од себе да уради што је могуће најбоље у правом временском оквиру и да се људима да толико садржаја колико они желе да конзумирају. Иако то  изискује више времена, то је у реду". Због овога,  Валв сматра концепт "Валв времена" као комплимент, и да "самим тим што потрошачи констатно надгледају наше производе и питају можете ли ми дати више" је доказ да они доносе праве одлуке, са својим игре издањима, према Холтману. Компанија покушава да избегне нежељена одлагања својих пројеката, и сматра да су ране појаве "Валв време" кашњења, углавном од развоја Half-Life-а, им помогле да побољшају њихову организацију издања.

## PowerPlay
PowerPlay је била технолошка иницијатива на челу са Валвом и Циско Системс, која је за циљ имала да смањи кашњење онлајн компјутерских игара. Гејб Њуел, генерални директор Валва, најавио је пројекат у јануару 2000. године и након 12 месеци пројекат је тихо напуштен.
PowerPlay је описан као скуп протокола и увођење стандарда на нивоу рутера ради унапређења перформанси. Тврдило се да је могуће да играч са пингом од 1000 ms буде у могућности да игра са другим играчем на лан конекцији без значајних недостатака. У почетку протокол је требало да буде објављен са PowerPlay-ем 1.0 фокусирајући се на квалитет услуге (КУ), а каснија ревизија, PowerPlay 2.0 би се фокусирала на функционалност. Циско и Валв су намеравали омогуће јединствен дајл-ап сервис у првом кварталу 2000. године у САД са 30 дана бесплатног пробног коришћења, са све копијом Team Fortress-а који је модификован да подржи PowerPlay. Без обзира на то што никада нису изнели план за дајл-ап са PowerPlay-ем 1.0, Валв је најавио у јануару 2001. године, да је стандард заиста доведен до краја.